# Франсвіль
Франсві́ль (фр. Franceville) — місто на сході Габону. Є одним з чотирьох найбільших міст у країні, з населенням близько 41000 чоловік. Розташоване на річці Мпасса, є кінцевим пунктом Трансгабонської залізниці і шосе N3.

## Клімат
Місто знаходиться у зоні, котра характеризується кліматом тропічних саван. Найтепліший місяць — лютий із середньою температурою 25 °C (77 °F). Найхолодніший місяць — липень, із середньою температурою 22.2 °С (72 °F).
| Клімат Франсвіля        | Клімат Франсвіля | Клімат Франсвіля | Клімат Франсвіля | Клімат Франсвіля | Клімат Франсвіля | Клімат Франсвіля | Клімат Франсвіля | Клімат Франсвіля | Клімат Франсвіля | Клімат Франсвіля | Клімат Франсвіля | Клімат Франсвіля | Клімат Франсвіля |
| Показник                | Січ.             | Лют.             | Бер.             | Квіт.            | Трав.            | Черв.            | Лип.             | Серп.            | Вер.             | Жовт.            | Лист.            | Груд.            | Рік              |
| Абсолютний максимум, °C | 33               | 35               | 34               | 33               | 33               | 31               | 31               | 32               | 32               | 33               | 32               | 32               | 35               |
| Середній максимум, °C   | 29               | 30               | 30               | 30               | 29               | 28               | 27               | 28               | 29               | 29               | 29               | 29               | 29               |
| Середня температура, °C | 24               | 25               | 25               | 25               | 24               | 23               | 22               | 23               | 24               | 24               | 24               | 24               | 24               |
| Середній мінімум, °C    | 20               | 20               | 20               | 20               | 20               | 18               | 17               | 18               | 19               | 19               | 19               | 20               | 19               |
| Абсолютний мінімум, °C  | 15               | 15               | 14               | 15               | 17               | 15               | 13               | 12               | 17               | 17               | 17               | 17               | 12               |
| Норма опадів, мм        | 160              | 190              | 210              | 210              | 200              | 30               | 0                | 20               | 100              | 260              | 250              | 190              | 1860             |
| Днів з дощем            | 10               | 10               | 9                | 9                | 9                | 2                | 0                | 1                | 7                | 14               | 13               | 9                | 100              |
| Вологість повітря, %    | 83               | 81               | 81               | 81               | 84               | 83               | 80               | 76               | 77               | 82               | 83               | 84               | 81               |
| ----------------------- | ---------------- | ---------------- | ---------------- | ---------------- | ---------------- | ---------------- | ---------------- | ---------------- | ---------------- | ---------------- | ---------------- | ---------------- | ---------------- |
| Джерело: Weatherbase    |                  |                  |                  |                  |                  |                  |                  |                  |                  |                  |                  |                  |                  |

## Історія
Місто виросло з села під назвою Масуку, коли П'єр Саворньян де Бразза вибрав його, щоб переселити колишніх рабів і 1880 року перейменував на «Франшевіль» (що французькою означає «місто звільнили»). Згодом він став називатися Франсвіль.

## Інформація
До визначних пам'яток міста відносяться: церква Святого Ілера (побудована 1899 року), велика статуя колишнього президента Габону Омара Бонго (який народився в Франсвілі) і медичний науково-дослідний інститут. У місті також є поле для гольфу й аеропорт, розташований за 20 км на захід, у Мвенгуе.

## Уродженці
- Паскалін Бонго Ондімба (* 1956) — габонський політик, донька колишнього президента Омара Бонго.